# Pierre Habumuremyi
Pierre-Damien Habumuremyi (nacido el 21 de febrero de 1961) es un político ruandés que ejerció como Primer ministro de Ruanda del 7 de octubre de 2011 hasta el 24 de julio de 2014. Anteriormente fue ministro de Educación de mayo de 2011 hasta octubre de ese año.

## Primeros años
Nació en 1961 en Ruhondo, distrito de Musanze. Estudió en varios países, incluyendo la República Democrática de Congo, Francia, y Burkina Faso. Obtuvo un Bachelor of Science en sociología, antes de terminar su graduación por correo en la Universidad de Lubumbashi en 1993. Luego finalizó su Master of Science en ciencias políticas de la Universidad Panthéon-Assas en 2003.  Obtuvo un doctorado en ciencias políticas de la Universidad de Uagadugú en 2011.

## Carrera
Comenzó su carrera como un académico, ejerciendo como asistente de profesor en la Universidad Nacional de Ruanda de 1993 hasta 1999, y también fue conferencista en la Universidad Independiente de Kigali y en la Universidad Laica Adventista de Kigali durante los años 1997-1999. Durante este periodo, también trabajó como coordinador de proyectos en el programa de Asistencia Técnico Alemana (GTZ Kigali) de 1995 hasta 1997 y Gerente de Proyectos Superiores para los Catholic Relief Services de 1997 hasta el 2000.
Del 2000 al 2003,  fue el secretario de ejecutivo adjunto de la Comisión Electoral Nacional de Ruanda, después de que ejerciera como secretario ejecutivo hasta el 2008. Habumuremyi fue elegido como uno de los nueve representantes de Ruanda en la Asamblea Legislativa de África Oriental el 11 de mayo de 2008. Fue sucedido como secretario ejecutivo de la Comisión Electoral Nacional por Charles Munyaneza en julio del 2008.
Fue posteriormente nombrado al gobierno ruandés como ministro de Educación en mayo de 2011, siendo reemplazando por Charles Murigande.
Fue nombrado primer ministro el 6 de octubre de 2011. Su nombramiento fue sorpresivo, dado su perfil relativamente bajo en la escena política. Fue sucedido por Anastase Murekezi el 23 de julio de 2014.
Él escribió un libro titulado ''La Integración Política en Ruanda después del Genocidio de 1994: Utopía o Realidad'', el cual fue publicado por la Palotti Press, Kigali, en 2008.